# Diocese de Ceuta
A Diocese de Ceuta foi uma diocese da Igreja Católica Romana, instituída em 1417 por bula do Papa Martinho V, após a tomada da cidade de Ceuta em 1415 pelos portugueses. A diocese esteve sob a jurisdição da Igreja Católica de Espanha, sendo unida à Diocese de Cádiz.

## História
Após a conquista da cidade de Ceuta, querendo D. João I sublima-la com Sé Catedral, comunicou el-rei a sua intenção ao Papa Martinho V, que por suas bulas deu faculdade aos Arcebispos D. Fernando, de Braga, e D. Pedro, de Lisboa, para a intitularem cidade e lhe designarem diocese própria. Sagrou-se assim em 1421 a mesquita da cidade em Catedral, sendo seu primeiro bispo D. Frei Aymaro, frade menor de nacionalidade inglesa, e confessor da Rainha D. Filipa, que então era titular de Marrocos. Recebeu a nova diocese em território todo o Reino de Fez, e lugares mais propínquos além do Estreito de Gibraltar.
Em 1444 o Papa Eugénio IV a fez Primaz de África, assignando-lhe mais para sustento de seus prelados as administrações de Valença do Minho, que pertencia a Tui, e de Olivença, que estava com Badajoz, ficando imediata à Sé Apostólica. Passados alguns anos, em 1474, o Papa Sisto IV a fez sufragânea a Braga, e por vários casos veio a ficar, já no século XVII, na de Lisboa.
A partir de 1645 a cidade de Ceuta deixa de pertencer a Portugal, passa a ser possessão espanhola, e a sua diocese acompanha-a. Em 1851, a diocese de Ceuta foi dissolvida e incorporada na diocese de Cádis e passa a Diocese de Cádis e Ceuta.

## Lista de bispos de Ceuta
- D. Frei Aymaro (1421-1443)
- D. Frei João (I) de São Lourenço Manuel (1444-1459)
- D. Álvaro de Évora (1469)
- D. João (II) Afonso Ferraz (1472-1477), depois bispo da Guarda
- D. Pedro Martins (1477)
- D. João (III) Galvão (1478-1479)
- D. Justo Baldino, O.P. (1479-1493), foi também núncio apostólico em Portugal
- D. Fernando de Almeida (1493-1499)
- D. Diogo (I) Ortiz de Vilhegas (1500-1504)
- D. Frei Henrique Soares de Coimbra, O.F.M. (1504-1532), confirmado pelo Papa Júlio II em 30 de janeiro de 1505
- D. Frei Diogo (II) da Silva (1534-1540), depois arcebispo de Braga
- D. Diogo (III) Ortiz de Vilhegas (1540-1544), sobrinho paterno do outro homónimo bispo de Ceuta
- D. Jaime de Lencastre (1545-1569), neto paterno de D. João II e Primaz de África, Prior de São Pedro de Torres Vedras e 1.º Inquisidor-Geral do Reino
- D. Francisco Quaresma (1570-1576), união in persona episcopi que depois tornou-se Aeque principaliter com a diocese de Tânger.
- D. Manuel de Seabra (1576-1585)
- D. Diogo (IV) Correia (1585-1598), depois bispo de Portalegre
- D. Frei Jorge de Santa Maria Queimado (1599-1600)
- D. Frei Jerónimo de Gouveia, O.F.M. (1601-1602)
- D. Frei Agostinho de São Gonçalo Ribeiro (1602-1613), depois bispo de Angra
- D. Heitor de Valadares Sotomaior (1613-1623)
- D. António de Aguiar (1623-1635)
- D. Gonçalo da Silva (1635-1641)

### Como diocese espanhola
- D. Gonçalvo (Gonzalo) de Silva (1641 — 1645)
- D. Antonio Ibáñez de la Riva Herrera (1685 — 1687), Arcebispo de Saragoça
- D. Sancho Antonio Belunza Corcuera (11 de Dezembro de 1713 — 5 de Outubro de 1716), Bispo de Cória
- D. Francisco Laso de la Vega Córdova, O.P. (5 de Outubro de 1716 — 28 de Maio de 1721), Bispo de Plasência
- D. Tomás Crespo Agüero (16 de Julho de 1721 — 17 de Março de 1727), Arcebispo de Saragoça
- D. Tomás del Valle, O.P. (1727 — 12 de Fevereiro de 1731), Bispo de Cádis
- D. Andrés Mayoral Alonso de Mella (9 de Abril de 1731 — 27 de Janeiro de 1738) Arcebispo de Valência
- D. Miguel de Aguiar (27 de Janeiro de 1738 — 14 de Fevereiro de 1743)
- D. Martín Barcia Carrascal (15 de Julho de 1743 — 12 de Janeiro de 1756), Bispo de Córdoba
- D. José Patricio de la Cuesta Velarde (7 de Abril de 1756 — 17 de Agosto de 1761), Bispo de Siguenza
- D. Antonio Gómez de la Torre y Jaraveitia (17 de Agosto de 1761 — 28 de Maio de 1770), Bispo de Jaén
- D. José Domingo Rivero (6 de Agosto de 1770 — Jan-1771)
- D. Manuel Fernández Torres (17 de Junho de 1771 — 6 de Setembro de 1773)
- D. Felipe Antonio Solano Marín (18 de Abril de 1774 — 1 de Março de 1779), Bispo de Cuenca
- D. Diego Martín Rodríguez, O.F.M. (13 de Dezembro de 1779 — 14 de Fevereiro de 1785), Bispo de Cória
- D. Bartolomé Antonio Fernández Sobrado, O.F.M. Cap. (19 de Dezembro de 1785 — ?? de Dezembro de 1811)
- [...] (?? de Dezembro de 1811 - 29 de Setembro de 1814)
- D. Andrés Esteban Gómez (29 de Setembro de 1814 — 22 de Julho de 1816), Bispo de Jaén
- D. Rafael Manuel José Benito de Vélez Téllez, O.F.M. Cap. (14 de Abril de 1817 — 30 de Maio de 1824), Arcebispo de Burgos
- D. Francisco Javier García Casarrubios y Melgar, O. Cist. (22 de Julho de 1824 — 26 de Outubro de 1825), Bispo de Tui
- [...] (26 de Outubro de 1825 - 15 de Março de 1830)
- D. Juan Sánchez Barragán y Vera (15 de Março de 1830 — 14 de Agosto de 1846)
- [...] (14 de Agosto de 1846 - 15 de Fevereiro de 1876)
- D. Ildefonso Joaquín Infante y Macías, O.S.B. (15 de Fevereiro de 1876 — 20 de Março de 1877), Bispo de San Cristóbal de La Laguna o Tenerife
- D. José Processo Pozuelo y Herrero (23 de Junho de 1877 — 28 de Fevereiro de 1879), Bispo das Ilhas Canárias